# Laguna de Sariñena
La laguna de Sariñena (en aragonés: lacuna de Sarinyena) se sitúa a una altitud de 281 m, entre los ríos Flumen y Alcanadre, con una extensión de 206 ha y un perímetro de 8 km. Su profundidad oscila entre los 50 cm en la zona sur y los 2,35 m en la norte. Se sitúa en el término municipal de Sariñena, en la comarca de los Monegros, en la provincia de Huesca (España).
Anteriormente se la conocía también como Chapazal. Era una laguna salada endorreica, somera y de carácter temporal. Con la llegada del riego, pasó a ser un sumidero de riegos sobrantes, perdiendo el carácter salino, por lo que se construyó un canal de drenaje para mantener el nivel de las aguas y evacuar las sobrantes. 
Debido a sus aguas permanentes, la vegetación creció a sus orillas y fue invadida por peces, convirtiéndose en un punto de atracción para las aves acuáticas (tanto residentes como de paso), especialmente las anátidas (ánades, porrones, ánsares), llegando a registrar altas concentraciones de algunas especies. Por ello, en 1995 fue declarada Refugio de Fauna Silvestre y (en 2001) Zona de Especial Protección para las Aves, junto con la cercana Balsa de la Estación. Últimamente, la laguna ha alcanzado importancia por su numerosa población de avetoros.
El refugio de Fauna Silvestre posee un Centro de Interpretación de la Naturaleza.